# Ignazio Donati

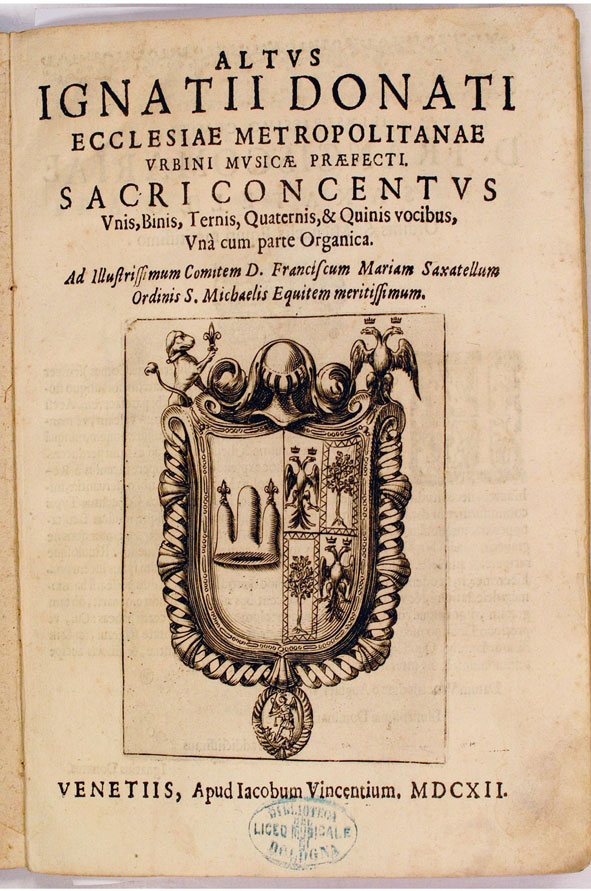
Ignazio Donati: Sacri concentus, 1612

Ignazio Donati (* um 1570 in Casalmaggiore bei Cremona; † 21. Januar 1638 in Mailand) war ein italienischer Organist, Kapellmeister und Komponist.
Seine erste berufliche Station war die Stelle als Domorganist in Pesaro, danach wirkte er in verschiedenen Orten als Kapellmeister und beendete seine Laufbahn schließlich in Mailand, wo er von 1631 bis zu seinem Ableben die Stelle als Domkapellmeister innehatte.
Er schuf im Wesentlichen geistliche Musik, darunter ein- und mehrstimmige Motetten und mehrere Messen. Sein musikalisches Werk stand bei seinen Zeitgenossen in hohem Ansehen.